# 欧文·赖特
欧文·赖特（英語：Owen Wright，1990年1月16日—），生于新南威尔士州，澳大利亚男子冲浪运动员。他曾代表澳大利亚参加2020年夏季奥林匹克运动会冲浪比赛，获得男子短板铜牌。